# Hans-Joachim Heist

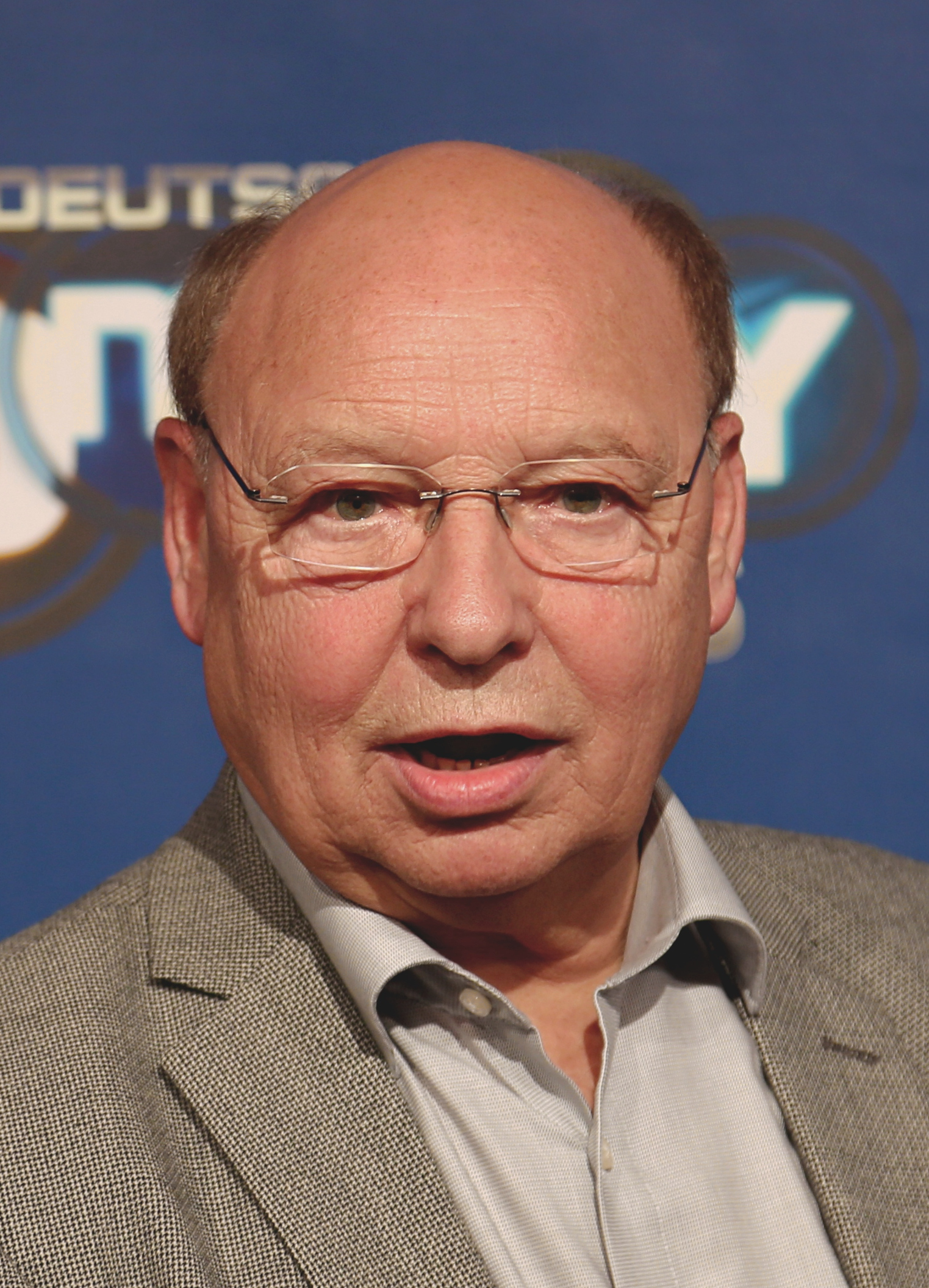
Hans-Joachim Heist beim Deutschen Comedypreis 2017

Hans-Joachim Heist (* 11. Januar 1949 in Seeheim-Jugenheim) ist ein deutscher Schauspieler, Komiker und Regisseur. Bekannt ist er vor allem in der Rolle als Gernot Hassknecht in der heute-show, die er seit 2009 verkörpert. Er war von 1999 bis 2011 ehrenamtliches Mitglied der Stadtverordnetenversammlung von Pfungstadt und ist seit April 2021 ehrenamtlicher Stadtrat für Kultur, Sport und Ehrenamt im Magistrat.

## Leben und Karriere
Heist wurde 1949 geboren und hat einen eineiigen Zwillingsbruder. Nach einer Installateur-Lehre in Darmstadt und einem abgebrochenen Studium zum Bauingenieur an der Darmstädter Fachhochschule studierte er Anfang der 1980er Jahre Schauspiel in Wiesbaden. Nach der Schauspielausbildung folgten Auftritte in Marburg, Darmstadt, Frankfurt am Main, Krefeld-Mönchengladbach, Zürich, Mannheim sowie bei den Freilichtspielen Schwäbisch Hall und den Burgfestspielen Bad Vilbel. Für die Darstellung des Butlers James in Dinner for One, an der Seite seiner Frau Karin, erhielt Heist 1999 den Fachmedienpreis in der Sparte Comedy. In Mannheim ist er am Oststadt Theater auch als Regisseur tätig.
Sein komödiantisches Talent stellte Heist, der auch als Sprecher und Moderator arbeitet, mit Bühnenprogrammen wie Allein in der Sauna, Die Sternstunde des Josef Bieder oder Der Kontrabass unter Beweis. Zu seinen Parodien zählen unter anderem Heinz Rühmann, Heinz Erhardt (Noch’n Gedicht), Bernhard Grzimek, Hans Moser und Theo Lingen. 2012 spielte er bei den Festspielen Barock am Main in einer Mundartadaption von Molières Der Geizige die Rolle des Kommissars.
Neben seiner Tätigkeit am Theater wirkte Heist in mehr als 70 Film- und Fernsehproduktionen mit. Zu den bekannteren Rollen gehören die des Peter Däumel in der Fernsehserie Diese Drombuschs Anfang der 1980er Jahre sowie die des Polizeimeisters Fritz Zatopek in SOKO Köln. 2012 übernahm er eine Gastrolle in dem Film Kückückskind und in einer Folge der Serie SOKO 5113. Zwischen 2014 und 2016 war er in mehreren Folgen der HR-Rateshow Dings vom Dach zu sehen, spielte in der bekannten KIKA-Kindersendung Löwenzahn mit und übernahm die Rolle des Horst Schwadtke in der ZDF-Serie Bettys Diagnose. 2015 lieh Hans-Joachim Heist der Figur Wut für den Disney-Animationsfilm Alles steht Kopf seine Stimme.
2016 war Heist in weiteren populären ZDF-Produktionen zu sehen, darunter in SOKO Stuttgart und der Kochsendung Lafer!Lichter!Lecker!. Im Herbst drehte er in Amsterdam die Komödie Verliebt in Amsterdam, die im April 2017 in der ARD ausgestrahlt wurde. 2018 spielte er in der Komödie Verliebt auf Island (ARD) Gerhardt Kresters.
Einem breiten Publikum wurde der Schauspieler seit 2010 durch die ZDF-Satiresendung heute-show bekannt, in der er Gernot Hassknecht spielt, einen cholerisch schimpfenden und schreienden Fernsehnachrichtenkommentator. Diese Figur wurde aus dem Segment Back in Black mit Lewis Black der amerikanischen Daily Show übernommen. Sie wurde so erfolgreich, dass Heist beschloss, nach dem Erfolg einer ersten Bühnentournee Das Hassknecht-Prinzip – in zwölf Schritten zum Choleriker (September 2013 bis Dezember 2015) weiterzumachen. Im Februar 2017 hatte das zweite Bühnenprogramm Hassknecht LIVE – Jetzt wird’s persönlich Premiere.
Heist ist immer wieder als Gast im deutschen Fernsehen präsent, zum Beispiel 2010 in Die Krone der Volksmusik, dem ZDF-Morgenmagazin (2011), 3 nach 9 (Radio Bremen, 2011), DAS! (NDR, 2012), der NDR Talk Show (2012), Menschen 2012 (ZDF), Markus Lanz 2013 und 2015 (ZDF), Wer weiß denn sowas (XXL) (ARD, 2019), Quizduell (ARD, 2019), Das Quiz mit Jörg Pilawa (NDR, 2021), Riverboat (2023, MDR). In der KIKA-Aktion Respekt für meine Rechte gibt er dem Sprecherkind Anleitung für mehr Ausdruck (2014, KIKA).
Heist ist verheiratet. Er hat zwei Kinder und lebt seit 1986 in Pfungstadt, wo er sich ab 1999 für die SPD in der Kommunalpolitik engagierte, ab 2004 auch als Stadtverordneter. Er erklärte allerdings im Dezember 2011 seinen Verzicht auf das Mandat, weil er seine beruflichen Verpflichtungen wie die Mitwirkung an der wöchentlichen Heute-Show nicht mehr mit seiner Arbeit in der Pfungstädter Kommunalpolitik in Einklang bringen könne. Im April 2021 wurde Heist wieder in die Stadtverordnetenversammlung von Pfungstadt gewählt, aus der er in den Magistrat als Stadtrat für Kultur, Sport und Ehrenamt gewählt wurde.

## Soziales Engagement
Seit 2012 ist Hans-Joachim Heist Botschafter der Deutschen Nierenstiftung und seit August 2017 auch einer ihrer Vorstände. Für sein besonderes ehrenamtliches Engagement wurde Heist 2015 mit dem Ehrenbrief des Landes Hessen ausgezeichnet.
Von 2024 bis 2025  wirkte Hans-Joachim Heist für die Antidiskriminierungsstelle des Bundes im Rahmen einer Kampagne gegen Alltagsdiskriminierung in Videoclips mit, die u. a. über Youtube verbreitet wurden.
Seit 2008 ist Hans-Joachim Heist außerdem Testimonial der Kampagne „Runter vom Gas“  des Bundesministeriums für Verkehr und digitale Infrastruktur (BMVI) und des Deutschen Verkehrssicherheitsrats (DVR). Die Kampagne soll die Zahl der Unfallopfer in Deutschland weiter senken und Verkehrsteilnehmer für die Gefahren im Straßenverkehr sensibilisieren.

## Auszeichnungen
- 1999: Fachmedienpreis in der Sparte Comedy mit der Rolle des James in Dinner for one
- 2009, 2010, 2011, 2012: Deutscher Comedypreis für die ZDF – heute show
- 2010 und 2014: Deutscher Fernsehpreis in der Kategorie Beste Comedy für die ZDF – heute show
- 2010: Adolf-Grimme-Preis für die Darsteller der ZDF – heute show
- 2012: Hanns-Joachim-Friedrichs-Preis[15] für Oliver Welke und sein Team
- 2013: Die Holzisch Latern des Karnevalvereins Dieburg, für besondere Dienste um das Brauchtum[16]
- 2014: Bambi (Auszeichnung) für die ZDF – heute show
- 2015: Ehrenbrief des Landes Hessen
- 2017: Goldene Kamera 2017 für die ZDF – heute show (Publikumswahl)
- 2017: Deutscher Comedypreis, Beste Satire-Show: ZDF – heute show
- 2022: Deutscher Comedypreis, Beste Satire-Show: ZDF – heute show
- 2025: Recklinghäuser Hurz, Ehren-Hurz für die ZDF – heute show

## Filmografie (Auswahl)
- 1982–2006: Ein Fall für zwei (8 Episoden)
- 1985–1994: Diese Drombuschs (5 Episoden)
- 1992: Das Nest – Motorraddiebe
- 1994: Schwarz greift ein – Mutterfreuden
- 1995: Der Leihmann
- 1997: Das Amt – Das Gerücht
- 1997, 2002: Nikola
- 1999: Die Camper – Die Jagd
- 1999: Die Strandclique
- 1999: Gisbert (Fernsehserie, 1 Folge)
- 1999: Tatort – Der Heckenschütze (Fernsehreihe)
- 2000: Paul Is Dead
- 2000: Fandango
- 2000: Ich beiß zurück
- 2000: 7 Tage im Paradies
- 2001: Große Liebe wider Willen
- 2001: Ritas Welt (Episode Gisis Katze)
- 2001: Durch Dick und Dünn
- 2001, 2003: Alarm für Cobra 11 – Die Autobahnpolizei
- 2002: Was nicht passt, wird passend gemacht
- 2002: Tatort – 1000 Tode
- 2002: Natalie V – Im Spinnennetz des Babystrich
- 2003: Die Camper – Der Sträfling
- 2003–2005: SOKO Köln Polizeimeister Fritz Zatopek (10 Episoden)
- 2003: Klassentreffen
- 2004: Wilsberg – Tödliche Freundschaft
- 2004: Der Staatsanwalt – Henkersmahlzeit
- 2004: Frech wie Janine
- 2004: Pfarrer Braun – Bruder Mord
- 2005: Liebe hat Vorfahrt
- 2005: Abschnitt 40 – Sicherstellung
- 2005: Sehnsucht nach Rimini
- 2005: Tatort – Das letzte Rennen
- 2006: Polizeiruf 110 – Die Mutter von Monte Carlo
- 2006: Die Sterneköchin
- 2006: Tatort – Sterben für die Erben
- 2006: Alles Atze
- 2006: Pastewka
- 2006: Bloch
- 2007: Die Dinge zwischen uns
- 2007: Das Prinzip Lena
- 2008: Familie Dr. Kleist – Katastrophen
- 2008: No Escape (Kurzfilm)
- 2008: John Rabe
- 2008: Der Mann aus der Pfalz
- 2009: Der Lehrer (Fernsehserie, 1 Folge)
- 2009: Tatort – Neuland
- 2009: Wer hat Rheinland-Pfalz gemacht?
- seit 2009: heute-show
- 2010: Ein ruhiges Leben – Die Mafia vergisst nicht (Una Vita Tranquilla)
- 2010: Tiere bis unters Dach (2 Episoden)
- 2011: Alles was recht ist – Sein oder Nichtsein
- 2011: Götter wie wir
- 2011: Sushi in Suhl
- 2013: Kückückskind
- 2013: SOKO 5113 (Folge 521)
- 2013: Keinohrhase und Zweiohrküken (Stimme Vater Fuchs)
- 2014: Respekt für meine Rechte
- 2015: Alles steht Kopf (Stimme der Wut für Lewis Black)
- 2015: Löwenzahn (Folge 334: Sand – Die Sphinx von Bärstadt)[17]
- 2016: Bettys Diagnose, Folge 14: Schonungslos (Rolle: Horst Schwadtke)
- 2016: SOKO Stuttgart, Folge 169: Dirty Harry (Rolle: Dietmar Notz)
- 2016: Lafer!Lichter!Lecker!
- 2016: Sesamstraße
- 2016: Verliebt in Amsterdam
- 2017: Mann, Sieber! (ZDF)
- 2019: Verliebt auf Island
- 2020: Friesland: Aus dem Ruder
- 2021: Lucy ist jetzt Gangster. Indi Film GmbH. Rolle: älterer Herr. Regie: Till Endmann
- 2021: Die Comedy Märchenstunde Hänsel und Gretel. Rollen: Schuldirektor und Johann Laber. Regie: Michael Giehmann
- 2022: Der Kaiser (Sky) Bavaria Fiction. Rolle: DFB-Präsident Hermann Gösmann, Regie: Tim Trageser
- 2023: Riverboat (MDR) und Die Show der Shows (ZDF) als Gernot Hassknecht
- 2024: Alles steht Kopf 2 (Stimme der Wut für Lewis Black)
- 2024: Märchenperlen: Dornröschen und der Fluch der siebten Fee (Fernsehreihe)
- 2025: Mai Think: Staffel 8, Folge 3 Schmerzfalle Gesundheitssystem: Gefahr für alle (ZDF Neo) als Gernot Hassknecht (Fernsehshow)
- 2025: SOKO Köln, Folge: Kantinentod (Rolle: Werner Haas)
- 2026: Die Abräumer

## Bühne (Auswahl)
- 1985: Komm raus aus dem Schrank als Willy Briggs
- 1989: Sextett als Dennys
- 1991: Doppelt Leben hält länger als Stanley Gardner
- 1991: Der arme Cyrano als Ragueneaou
- 1995: Der fröhliche Weinberg als Karl Eismayer
- 1996: Ein Traum von Hochzeit als Tom
- 1996: Sommernachtstraum als Schreiner Schnock / Philostrat
- 2001: Dreigroschenoper als Mathias Münz
- 2004: Im Namen der Rose als Severin
- 2004: Die drei Musketiere als Bonacieux
- 2006–2011: Der Kontrabaß als Kontrabassist
- 2006–2016: Die Sternstunde des Josef Bieder als Requisiteur
- 2007–2009: Allein in der Sauna als Kalle König
- 2008–2023: Noch’n Gedicht der große Heinz Erhardt Abend als Heinz Erhardt
- 2012–2013: Der Geizige als Kommissar
- 2013–2016: Das Hassknecht Prinzip – in zwölf Schritten zum Choleriker
- 2017–2020: Hassknecht LIVE – Jetzt wird’s persönlich
- 2022: Datterich als Datterich[18]
- 2022–2024: Die lustige Witwe von Franz Lehar. Staatstheater Wiesbaden, Rolle: Njegus, Inszenierung: Uwe Eric Laufenberg, Regie: Uwe Laufenberg
- 2023: Otello darf nicht platzen, Komödie von Ken Ludwig, Festspiele Heppenheim, Rolle; Tito Merelli. Regie: Iris Stromberger
- 2024/2025: Der Datterich von Ernst-Elias Niebergall, Staatstheater Darmstadt. Rolle: Datterich, Regie: Philip Tiedemann